# Nemoria punctularia
Nemoria punctularia là một loài bướm đêm trong họ Geometridae.